# Планшир
Планшир (на английски: gunwale /ˈɡʌnəl/)) е хоризонтална дървена дъска (греда) или стоманен профил (стоманеният профил може да е обрамчен с дървена греда) в горната част на фалшборда или борда при лодките и неголемите безпалубни съдове.
На ветроходните кораби се използва дървена греда за направата на планшира или за рамкиране на метален планшир. На съвременните търговски съдове и на военните кораби фалшбордът е обрамчен отгоре със стоманен планшир. На пътническите съдове и на някои места на търговските съдове (на крилата на мостика, например) стоманеният планшир може да е обшит с дърво.
Планширът е аналог на горната планка на перилата на балкона. Стоманеният планшир също изпълнява и ролята на допълнителен укрепващ елемент на фалшборда.
При военните ветроходи фалшбордът с цел защита на екипажа от пушечен огън достига на височина човешки ръст и повече, а планширът се превръщал в тънка палубна площадка, проточваща се по цялата дължина на фалшборда, на която се стои за наблюдение на морската повърхност, а също и да се поставят на него спалните койки на екипажа за допълнителна защита.